# Autódromo Internacional Nelson Piquet (Brasilia)
L'Autódromo Internacional Nelson Piquet, sito a Brasilia, capitale del Brasile,  è un circuito automobilistico. Venne inaugurato il 3 febbraio 1974 col Gran Premio del Presidente Medici, gara di Formula 1, non valida per il Campionato mondiale, vinta dal pilota locale Emerson Fittipaldi su McLaren M23-Ford Cosworth DFV. Ha ospitato, in seguito, i principali campionati nazionali organizzati in Brasile, come la F3 brasiliana, la Stock Car Brasil e la Fórmula Truck.
Inizialmente dedicato all'allora Presidente del Brasile, Emílio Garrastazu Médici, e ora intitolato al tre volte campione del mondo di F1, Nelson Piquet. In seguito al passaggio di proprietà da Terracap al Banco de Brasília (BRB), il circuito è attualmente denominato Autódromo Brasília BRB.

## La storia
Il circuito venne aperto nel 1974, e inaugurato col Gran Premio del Presidente Medici, gara riservata a vetture di F1, non valida quale prova del campionato mondiale di quell'anno, disputata il 3 febbraio, una settimana dopo il Gran Premio del Brasile, che si era tenuto sul Circuito di Interlagos.
La città di Brasilia aveva già ospitato delle gare automobilistiche, disputate su tracciati disegnati sulle vie della località. Per l'esigenza e la volontà di ospitare gare di livello più alto venne decisa la costruzione di un autodromo permanente, disegnato dall'ingegnere Samuel Dias.
Pochi giorni dopo, il 15 marzo, Medici terminò il suo mandato, e il circuito venne ribattezzato Autódromo de Brasília.
Dal 1995 il circuito venne dato in affitto, dal governo del distretto federale di Brasilia, alla NZ Empreendimentos, società posseduta dal tre volte campione del mondo di F1 Nelson Piquet. In seguito a questo passaggio di gestione il tracciato venne sottoposto a degli importanti lavori di ammodernamento. Già l'anno seguente il circuito ospitò una gara fuori campionato per la BPR Global GT Series, la serie che aveva rimpiazzato il Campionato del mondo sportprototipi. La gara, corsa il 16 dicembre, chiamata la 2 Ore di Brasilia venne vinta da una vettura BMW condotta da Nelson Piquet e Johnny Cecotto. L'anno successivo la BPR Global GT Series divenne il Campionato FIA GT, e le gara brasiliana non venne riproposta. Nel 1997 venne ipotizzato che la Formula 1 potesse tornare sul circuito, grazie alla proposta di Nelson Piquet di spostare il Gran Premio del Brasile dal Circuito di Interlagos a partire dal 1999, ma la proposta non ebbe seguito. Nel 2006 il governo del distretto federale decise di riprendere il controllo della gestione della struttura dalla NZ Empreendimentos.
Il 19 agosto 2013 fu annunciato che il tracciato avrebbe ospitato il Motomondiale, partire dalla stagione 2014, con la prima data fissata al 28 settembre. In preparazione dell'evento la struttura avrebbe dovuto essere sottoposta a diversi lavori di ammodernamento. L'assenza di fondi non permise però agli organizzatori di effettuare quanto richiesto, e la gara venne esclusa dal calendario ufficiale.
Il 18 settembre 2014 venne invece annunciato che il tracciato avrebbe ospitato la gara inaugurale della Indycar Series, l'8 marzo. Anche in questo caso sarebbero stati necessari dei lavori, che sarebbero state finanziati sia da fondi pubblici che privati. La proposta di riconfigurazione del tracciato era meno ambiziosa di quella pensata per il Motomondiale: il disegno rimaneva sostanzialmente invariato rispetto a quello presente, mentre veniva previsto solo il nuovo disegno di alcune curve, la previsione di alcune chicane e lo spostamento della pit lane. A causa della mancanza di fondi sufficienti vennero ridotte ancore le modifiche da apportare. La pit lane non sarebbe più stata spostata, e solo poche curve sarebbero state ritoccate. Il 29 gennaio 2015 venne infine annunciato che la gara era stata cancellata, vista anche la decisione politica del nuovo governo federale di non usare più fondi pubblici per l'opera.

## Il tracciato
Il tracciato è lungo circa cinque kilometri e mezzo, e disponeva, al momento della sua inaugurazione, di strutture molto moderne, tanto da essere considerato al livello del modernissimo Paul Ricard, se non superiore, dagli stessi piloti.